# ماكومر
ماكومر، (بالإنجليزية: Macomer)‏، (سردينيا: Macumère) هي بلدية، في مقاطعة نوورو. تقع في الجزء الجنوبي من الصعود إلى الهضبة الوسطى (كامبيدا) في هذا الجزء من سردينيا، عند تقاطع الخطوط الضيقة المتفرعة من خط السكك الحديدية الرئيسي الذي يمتد من الشرق إلى نوورو ومن الغرب إلى بوسا.

## السكان
في سنة 1861 بلغ عدد السكان 2٬366 نسمة، وتطور العدد ليصل في سنة 2011 لـ 10٬511 نسمة.
يظهر هذا المخطط البياني تطور النمو السكاني لـ ماكومر

## أعلام
- ماورو فيجوريتو